# Château de Marcilly
Pour les articles homonymes, voir Marcilly.
Le château de Marcilly est un château situé au hameau de Marcilly (Morvan) sur la commune de Cervon, dans la Nièvre, en France.

## Situation
Située à 6 km au sud de Corbigny, en bordure de la Route Buissonnière portée par la RD 985 (ex-RN 485), le château est perché sur un promontoire dominant un ancien gué de l'Yonne. Cette forteresse du XVe siècle est située au finage de Cervon en Bourgogne-Franche-Comté dans la Nièvre, arrondissement de Clamecy, canton de Corbigny, en Morvan en face d'un joli pont servant de passage de la route de Clamecy à Luzy. On y accède, du côté de Cervon par une belle avenue aux arbres bicentenaires fermée d'une grille en fer qui conduit à la cour intérieur après avoir franchi un pont dormant enjambant une douve sèche.

## Historique
Château bâti dans le milieu du XVe siècle par Jean de Salazart, gentilhomme espagnol, baron du lieu. Il est de forme triangulaire et composé de diverses constructions formant, avec ses défenses, un quadrilatère pourvu de quatre tours angulaires. Le principal corps de logis était flanqué en 1865 de deux grosses tours et de deux cavaliers à cul-de-lampe. Repris dans la première moitié du XVIIIe siècle (en particulier la construction des communs) très remanié aux XIXe siècle et au XXe siècle au cours des années 1915 et 1970. Sur le tympan de la porte d'honneur se voient les restes frustes d'un écusson aux armes des seigneurs. Le haut des murs est garni d'assommoirs qui en forment comme l'entablement. Une ceinture de murailles, fortifiée de plusieurs tours dont deux subsistent encore, et précédée de fossés, que l'on franchissait sur un pont-levis, le protégeait sur trois faces tandis que l'Yonne le défendait de l'autre. Tel est la description que nous en donne l'abbé Baudiau.
C'était le siège d'une baronnie avec haute, moyenne et basse justice. Elle mouvait en partie de l'Abbaye Saint-Léonard de Corbigny et appartenait en 1443 à Jean de Salazart qui la vendit, pour payer la châtellenie de Toucy qu'il venait d'acquérir, à Jean Bondault - ou Boudault - écuyer, seigneur de Tavenault et du Bruys, bailli et gouverneur de Château-Chinon. Celui-ci, n'ayant pas eu de postérité d'Antoinette Damise son épouse, légua la seigneurie à Pierre Leroy de Carreau, son neveu, qui la possédait en 1508.
En 1540, cette terre était la propriété de Paul de La Forest dont la petite-fille, Anne, épousa Pierre II Leroy, baron d'Alarde, qui vivait en 1650. Veuve, elle se remaria à Louis de Jaucourt, sire de Domecy-sur-Cure et de Dourday. Elle est inhumée en l'église de Cervon en 1696. De cette union naquirent : Pierre-Jean ; Eustache-Louis, seigneur de Marcilly, de Cuy, de Fretoy ; Nicolas-François, sieur de Carreau (Carrault) et de Cuzy. Jean de Mesgrigny et Antoine de Bretagne se disaient aussi seigneurs de Marcilly, en 1680.
Charles Leroy de Carreau vendit sa portion de la baronnie, du consentement de Jeanne de Beauquerre, sa femme, le 15 janvier 1710 pour 13500 livres à Jacques-Louis de Mesgrigny, comte d'Aunay et de Villebertin, seigneur de Souleaux, grand bailli d'épée de Troyes. Celui-ci épousa Charlotte Le Prestre, fille du maréchal de Vauban, qui lui apporta la baronnie d'Epiry, les seigneuries de Cervon, de La Chaume. De leur union naquirent, entre autres, Jean Charles de Mesgrigny, comte d'Aunay, baron d'Epery, lieutenant-général des Armées du Roi, inspecteur des fortifications de France, et Pierre-Antoine, abbé de Cervon, seigneur de Marcilly où il résidait en 1729. La fille du premier, Marie-Claude Aimée de Mesgrigny, apporta Marcilly et les autres biens de sa maison à Louis Le Pelletier de Rosembo, président à mortier au Parlement de Paris d'une ancienne famille qui porte :
Armoiries
" D'azur, à la croix patée d'argent, chargée en cœur d'un chevron de gueules, accosté de deux molettes d'éperon de sable, et en pointe, d'une rose, boutonnée d'or "
Devise
"In cruce spes et robur "
Louis décéda en 1760 laissant deux fils : Louis II, marié à Melle de Malesherbes, et Charles-Louis David, auquel son aïeul, Jean-Charles de Mesgrigny, assura le comté d'Aunay, à la condition qu'il en prendrait le nom et les armes qui étaient :
Armoiries
"  D'argent, au lion passant de sable"
Celui-ci épousa Elisabeth-Flavie de Chastenet, petite-fille de Jacques François de Chastenet de Puységur, marquis, maréchal de France. Elle lui donna trois fils et une fille.
Le puîné, Louis-Etienne Hector, comte d'Aunay, entra de bonne heure à l'école militaire d'Auxerre qu'il dut quitter au moment de la Révolution. Il fut maire de Paris sous le Premier Empire, élu député à plusieurs reprises sous la Restauration et le gouvernement de Louis Philippe et président du Conseil Général de la Nièvre. De son union avec Angélique-Marie-Adélaïde Guerrier de Romagnat, qu'il épousa en 1800, naquirent huit enfants : Ernest, conseiller à la cour impériale de Paris ; Théobald, capitaine de cavalerie ; Raoul, lieutenant de frégate ; Honoré-Joseph-Octave qui suit ; Délie, mariée à Louis de Givry ; Félicie ; Hectorine qui épousa Eugène-Elie de Beaumont ; Louise, femme d'Alexandre de Pracomtal de la branche de Normandie. Il décéda le 10 janvier 1851 âgé de 74 ans et son épouse le 25 janvier 1864.
Leur quatrième fils, le comte Honoré-Joseph-Octave Le Peletier d'Aunay, officier de la Légion d'honneur, député au Corps législatif, membre du conseil général de la Nièvre, maire de Cervon, était propriétaire du château en 1865 où il résidait. Il est décrit par ses contemporains comme un homme bienveillant, obligeant et aux vertus religieuses reconnues. Il a épousé Renée-Adèle Gaultier de La Ferrière dont il eut une fille, Adélaïde-Louise qui épousera Bertrand de Candolle.

## Architecture

### Rez-de-chaussée
Le corps de logis principal possède un rez-de-chaussée surélevé et il est flanqué de deux tours rondes dont celle située au Sud-ouest paraît être la plus ancienne. La base est faite d'une pièce voûtée, ronde, dont les embrasures de canonnières furent transformées en étroites fenêtres. Un escalier inclus dans le mur permet l'accès à l'étage.
La tour du Nord-Ouest comporte les mêmes dispositions architecturales que la précédente en ce qui concerne sa base. Les fenêtres furent agrandies au XVIIIe siècle.
La façade sur la cour intérieure comporte en son centre une porte du XVIIe siècle et chaque extrémité comporte une tourelle en encorbellement dont une pourvue d'un escalier.
Ce niveau est composé de quatre grandes pièces voûtées d'arêtes, dont une dispose d'un escalier la reliant à l'étage. L'aile construite en retour d'équerre est une réalisation du XIXe siècle qui englobe pour partie une des tours remaniée.

### Premier étage
Les courtines furent supprimées au XVIIIe siècle sans toutefois avoir touché les vieilles tours d'angle qui existent toujours.

### Combles
Au XVIIIe siècle, ils sont aménagés et percés de fenêtres à croupes mansardées sur un niveau d'un côté et sur deux sur l'autre face.

## Parc
Le parc est remarquable. Une galerie souterraine de captage d'eau dans le parc a dévoilé la présence d'un Petit rhinolophe [Rhinolophus hipposideros] fin décembre 2019.

## Chapelle
Sur la terrasse au Sud se trouvait une chapelle castrale détruite en 1792.

## Particularités
Les pièces de canon qu'il conserve sont des souvenirs de la prise de Philippsbourg, donné à Vauban par le Grand Dauphin. De nombreux souvenirs du maréchal Vauban y sont conservés.
C'est une propriété privée qui ne se visite pas.

## Parties protégées
- Les communs, la chapelle du XVIIe siècle, les décors intérieurs (cadastre.F 527, 591), sont protégés depuis le 8 novembre 1996 par une inscription à l'inventaire des Monuments historiques.